# Maskenamadine

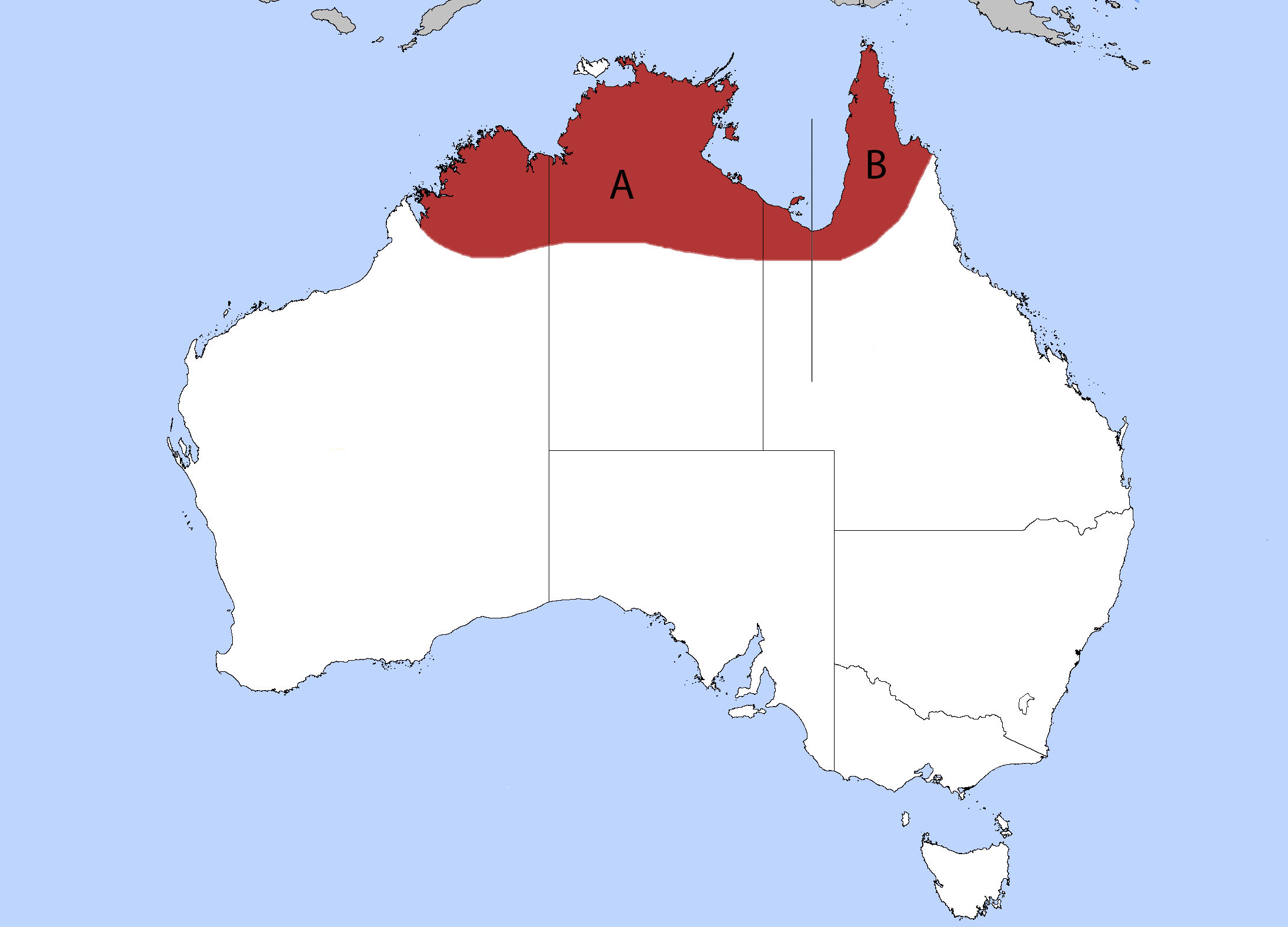
Verbreitungsgebiet der Maskenamadine

Die Maskenamadine (Poephila personata) ist eine Vogelart aus der Familie der Prachtfinken. Sie gehört wie alle Arten ihrer Gattung der Grasfinken zur Fauna Australiens und kommt dort im Nordwesten des Kontinents vor. Nach Süden reicht ihr Verbreitungsgebiet bis zum 19. Breitengrad.

## Beschreibung
Maskenamadinen erreichen eine Körperlänge bis zu 14 Zentimeter und zählen damit zu den größten Prachtfinkenarten. Auffallend ist ihr leuchtend gelber Schnabel, der sich deutlich von der kleinen, schwarzen Gesichtsmaske abhebt. Das Federkleid an Brust, Bauch, Nacken und Flügeloberdecke ist ein helles ocker. Die Schwanzfedern sind schwarz und weiß. Weibchen und Männchen haben dasselbe Federkleid. Sie sind am eindeutigsten an ihren Lautäußerungen zu unterscheiden. Der Gesang des Männchens ist ein klagendes, flötendes Zwitschern.

## Verbreitung und Lebensweise
Das Verbreitungsgebiet der Maskenamadine ist das nördliche Australien vom äußersten Norden Westaustraliens bis zur Kap-York-Halbinsel. Sie besiedeln hier trockene Steppenlandschaften und bevorzugen dabei Eukalyptuswälder in der Nähe von Wasserstellen, die gleichzeitig einen dichten Unterwuchs aus verschiedenen Sträuchern und eingestreuten offenen Grasflächen aufweisen. Anders als der Gürtelgrasfink und die Spitzschwanzamadine ist die Maskenamadine ein etwas stärkerer Kulturfolger. Sie kommt auch in den wenigen Siedlungen Nordaustraliens vor. Die Hauptnahrung sind halbreife und reife Sämereien verschiedener Steppengräsern. Zur Nahrungssuche halten sich Maskenamadinen überwiegend auf dem Boden auf. Ihre Ruhepausen verbringen sie in hohen schattigen Bäumen.
Maskenamadinen sind Freibeuter, die im Gebüsch ein Kugelnest bauen. Sie verwenden dafür Pflanzenfasern, Gräser und Moos. Das Weibchen legt zwischen vier und sechs Eier. Die Brutdauer beträgt zwischen 13 und 14 Tagen.
Maskenamadinen sind sehr gesellige Vögel, die am liebsten mit Artgenossen in lockeren Kolonien brüten.

## Belege